# بافت همبند در دستگاه عصبی محیطی

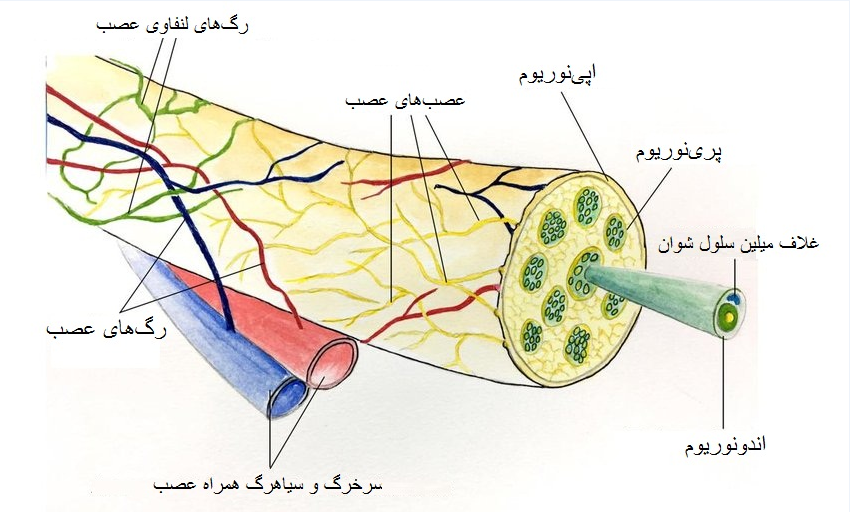
آناتومی عصب که در آن بافت‌های همبند مشخص شده‌اند.

بافت همبند که از آن به نام بافت پیوندی هم یاد می‌شود؛ در ساختمان دستگاه عصبی مشارکت می‌کند. مهم‌ترین وظیفه بافت همبند در دستگاه عصبی محیطی، محافظت از دسته‌ها و رشته‌های عصبی است. هر عصب محیطی از دو نوع بافت تشکیل می‌گردد که عبارتند از:
1. تارها یا رشته‌های عصبی هر رشته عصبی است که فیبر عصبی نیز نامیده می‌شود، در هدایت جریان عصبی نقش دارد که اجزای آن شامل آکسون، غلاف شوان و غلاف میلین (در صورت وجود داشتن) است. البته فیبرهای حسی محیطی برخلاف فیبرهای حرکتی محیطی، دارای دندریت‌های بلند و آکسون‌های کوتاه هستند که برای چنین دندریت‌های بلندی نیز وازه آکسون به کار می‌رود (ببینید:رشته عصبی)
2. بافت همبند بافتی است که نقش حفاظتی داشته و همچنین بافت عروقی را جهت تغذیه رشته‌های عصبی در خود جای می‌دهند. میزان بافت پیوندی در طول مسیر اعصاب محیطی متفاوت است. مقدار این بافت‌ها در جاهایی که عصب محیطی از روی سطح یک مفصل عبور می‌کند، افزایش می‌یابد. افزایش بافت همبند در نواحی مفصلی (به خصوص مفاصل متحرک)، باعث حفظ و نگهداری دسته عصبی و در نتیجه رشته عصبی می‌گردد و از آسیب آن‌ها جلوگیری می‌کند.

## لایه‌های بافت همبند در عصب محیطی
بافت همبندی در اعصاب محیطی از سه لایه تشکیل می‌شود که شامل موارد زیر است:
- اپی‌نوریوم یا غلاف همبند عصب
- پری‌نوریوم
- اندونوریوم یا آندونور

### اپی‌نوریوم
اپی‌نوریوم یا غلاف همبند، بافت همبندی است که عصب محیطی را احاطه می‌کند و بیرونی‌ترین لایه آن محسوب می‌شود. اپی نوریوم در داخل یک عصب محیطی، فاسیکول‌ها را از یکدیگر جدا می‌کند، ولی در خارج از لایه پری نوریوم قرار دارد. وجود این بافت در تنه عصب محیطی باعث می‌شود که عصب مربوطه از تحرک بیشتری برخودار گردد و از چسبندگی آن به بافت‌های اطراف جلوگیری می‌کند. در شرایط بیماری و اختلال اعصاب محیطی، اپی نوریوم ضخیم‌تر می‌شود و به صورت واکنشی در مقابل ضایعه و آسیب، شروع به ساختن بافت کلاژن می‌کند.

### پری‌نوریوم
هر فاسیکول توسط پری نوریوم احاطه می‌گردد که خود شامل گروهی از رشته‌های عصبی است. پری‌نوریوم نقش بسیار مهمی در حفاظت و پشتیبانی از رشته‌های عصبی دارد. پری نوریوم در التهابات موضعی بافتی، سدی حفاظتی را برای اعصاب محیطی به وجود می‌آورد.
این بخش از بافت همبند، یک عامل مهم جهت جلوگیری از عبور مولکول‌های بزرگ از لایه اپی نوریوم به داخل فاسیکول است. زمانی که پری نوریوم دچار ضایعه و شکافی گردد، رشته‌های عصبی داخل فاسیکول از ناحیه آسیب به بیرون رانده شده و در نتیجه عملکرد آن‌ها دچار اختلال می‌گردد.

### اندونوریوم
هر رشته عصبی توسط لایه‌ای به نام اندونوریوم احاطه می‌گردد. اندونوریوم درونی‌ترین لایه بافت همبند در یک عصب محیطی که یک لایه بینابینی در اطراف هر رشته عصبی بر روی نوریلما تشکیل می‌دهد. این قسمت یک لایه نازکی از بافت همبندی است. تنها رگ‌هایی را که داخل اندونوریوم می‌توان یافت، مویرگ‌ها هستند و در داخل فاسیکول‌ها از لنف برها اثری دیده نمی‌شود. اندونوریوم، لوله‌ای است که اجزای یک رشته عصبی مانند آکسون، غلاف میلین و سلول‌های شوان را در خود جای می‌دهد و بدین ترتیب، رشته‌های عصبی داخل یک فاسیکول را از یکدیگر جدا می‌کند.